# ديان ميليتش
ديان ميليتش (بالسلوفينية: Dejan Milić)‏ هو لاعب كرة قدم سلوفيني في مركز حراسة المرمى، ولد في 24 يناير 1984 في ليوبليانا في سلوفينيا. شارك مع منتخب سلوفينيا تحت 17 سنة لكرة القدم. أما مع النوادي، فقد لعب مع نادي دومجاله ونادي غوريتسا ونادي فاردار ونيا سلاميس فاماغوستا.

## وصلات خارجية
- ديان ميليتش على موقع قاعدة بيانات كرة القدم.إي يو (الإنجليزية)
- ديان ميليتش على موقع Soccerway.com (الإنجليزية)